# Boris Tatushin
Borís Gueórguiyevich Tatushin (en ruso: Борис Георгиевич Татушин; 31 de marzo de 1933—15 de enero de 1998, Moscú) fue un futbolista y entrenador soviético. Como futbolista destacó como extremo derecho y desarrolló gran parte de su carrera en el Spartak Moscú. Fue internacional con la Unión Soviética, con quien ganó la medalla de oro en los Juegos Olímpicos de 1956.

## Trayectoria
Tatushin se inició en el fútbol con el Burevéstnik moscovita. En 1951 firmó por el Spartak Moscú, con quien se proclamó campeón de la liga soviética en 1953, 1956 y 1958. Su velocidad y regate como extremo derecho no pasaron desapercibidos y la prensa inglesa lo bautizó como «El Stanley Matthews ruso». En mayo de 1958, fue acusado de violación y procesado en el famoso caso de Eduard Streltsov junto a Mijaíl Ogonkov. Posteriormente, los cargos contra Tatushin y Ogonkov fueron retirados, pero su carrera deportiva quedó truncada por una sanción de tres años.
Posteriormente inició estudios y trabajos como mecánico. En 1961 se le permitió volver al Spartak y recuperar el título del homenajeado Maestro de Deportes. Sin embargo, su segunda etapa en el club no fue exitosa y Tatushin sólo permaneció una temporada. Se retiró a la temporada siguiente, con 30 años de edad, jugando en Moldavia, en el Moldova Kishinyov (actualmente Zimbru).

## Selección nacional
Tatushin hizo su debut con la selección de la Unión Soviética el 8 de septiembre de 1954 en un amistoso contra Suecia. Dos años después ganó la medalla de oro con la selección soviética en los Juegos Olímpicos de Melbourne 1956 al vencer en la final a Yugoslavia. Tatushin fue titular en aquel partido. El extremo derecho ruso participó en las eliminatorias de la Copa Mundial de la FIFA 1958, pero no fue seleccionado para el equipo final del torneo por las acusaciones de violación del 'caso Streltsov'.

## Carrera como entrenador
En 1975 comenzó su carrera como entrenador dirigiendo al Spartak Oryol, por dos temporadas. Entre 1978 y 1979 dirigió al Jímik Novomoskovsk y en 1980 al Luch-Energiya Vladivostok, que fue su último equipo.